# Rudolf Hofmann (General)
Rudolf Hofmann (* 4. September 1895 in Würzburg; † 13. April 1970 in Kainsbach) war ein deutscher General der Infanterie in der Wehrmacht.

## Leben
1915 wurde er Leutnant. Von 1923 bis 1928 machte er eine Generalstabsausbildung. Er war vier Jahre Hauptmann im Reichswehrministerium für Organisation und Ausbildung. Erst Kompaniechef war er dann ununterbrochen in Generalstabsstellungen tätig. Im Westfeldzug und im Deutsch-Sowjetischen Krieg war er Generalstabschef des XIII. Armeekorps. Am 1. November 1941 wurde er Chef des Generalstabes der 9. Armee, im Mai 1942 der 15. Armee und im Oktober 1944 der Heeresgruppe H. Zuletzt als General der Infanterie beim Oberbefehlshaber Nord.
Von 1952 bis 1957 war er Mitarbeiter der Operational History (German) Section der Historical Division der U.S. Army.
Für den Sammelband Entscheidungsschlachten des zweiten Weltkrieges verfasste er den Beitrag über die Schlacht um Moskau.